# 뮤지엄 오브 팝 컬처

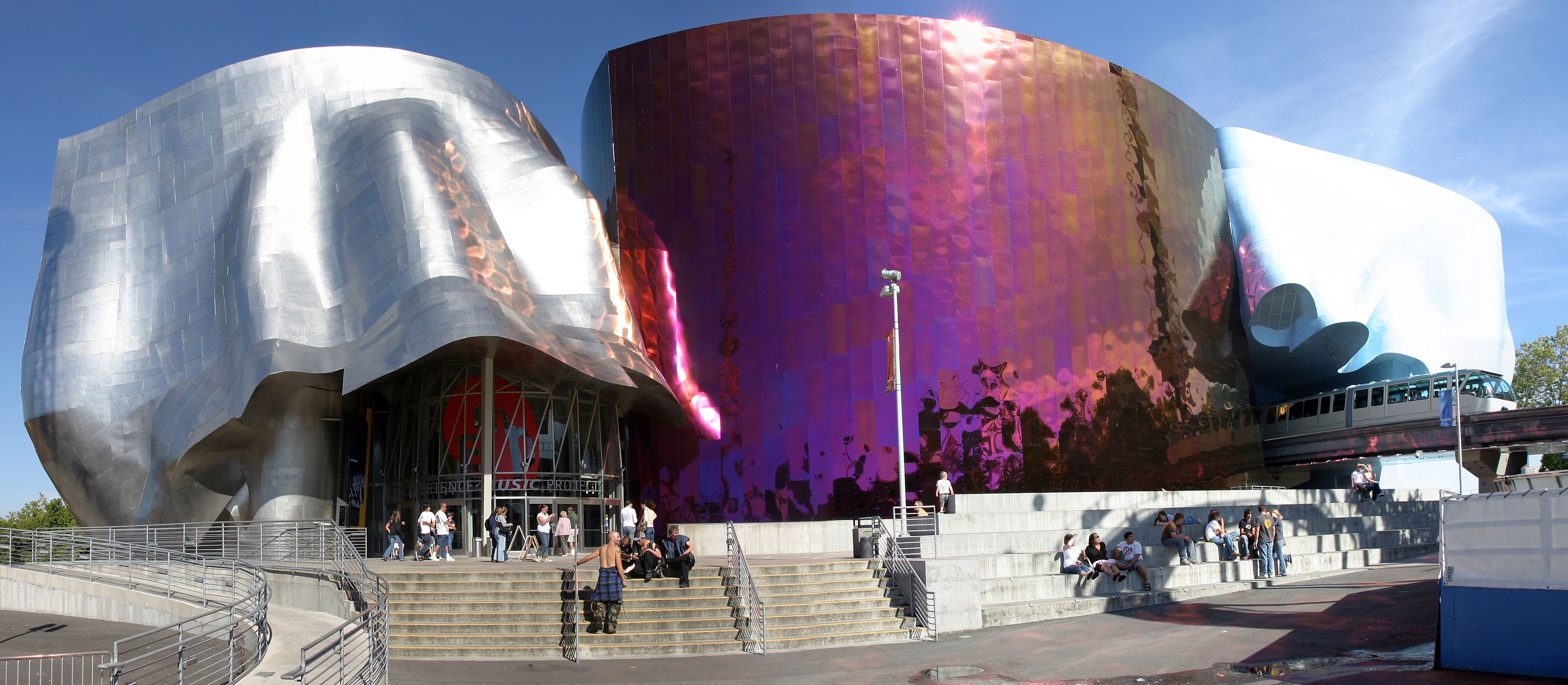
EMP 박물관

뮤지엄 오브 팝 컬처(Museum of Pop Culture)는 미국 워싱턴주 시애틀에 위치한 박물관이며, 2000년 폴 앨런에 의해 설립되었다. 판타지 예술, 공포 영화, 비디오 게임, SF 문학 등의 현대 대중문화 관련 컨텐츠 및 지미 헨드릭스와 너바나 등의 유품이 전시되어 있다.